# Canción mixteca
La Canción mixteca (en català «cançó mixteca») és una cançó escrita l'any 1915 pel compositor oaxaqueny José López Alavez. Li ha donat un gran prestigi a escala nacional a l'estat d'Oaxaca, específicament a la Mixteca Oaxaquenya.
En les seves lletres es reflecteix la nostàlgia de marxar i deixar el lloc d'origen, com a resultat del fenomen de migració del qual l'autor va ser part i molts milers de mixtecs d'Oaxaca. Fou composta sota l'arbreda de l'Alameda Hidalgo de la ciutat de Querétaro, on López Alavez recordava amb tristesa la seva entranyable Terra del Sol (àlies de la Mixteca).
El 1918 la Canción mixteca va triomfar en el Primer Concurs de Cançons Mexicanes, convocat pel diari  El Universal, també el 1918, al Festival de la Música Mexicana efectuat al parc Alameda Central de la Ciutat de Mèxic, es va presentar al públic al compositor com a triomfador del Primer Concurs de Cançons Mexicanes.
S'ha utilitzat com a introducció per al'execució del jarabe mixteco, i darrerament arran del fenomen de rescat cultural mixtec (promogut per la mateixa ciutadania), s'empra per a esdeveniments oficials i de gran magnitud, atès que el jarabe mixteco i la Cançó mixteca representen el patrimoni cultural de Huajuapan.
Va ser elevada a la categoria d'Himne Mixtec al municipi de Huajuapan, per iniciativa del regidor Elías Torres Ramírez, com a homenatge post mortem a José López Alavez, segons Decret municipal dictat per l'Honorable Ajuntament en la sessió ordinària del 20 d'abril del 1998 i publicat al Periódico oficial de l'Estat d'Oaxaca el 6 de juny del mateix any.
La instrumentació de la Canción mixteca és per a bandes municipals, integrades per instruments de vent fusta i vent metall.

## Lletra[1]
¡Que lejos estoy del suelo donde he nacido!
inmensa nostalgia invade mi pensamiento;
y al verme tan solo y triste cual hoja al viento,
quisiera llorar, quisiera morir de sentimiento.
¡Oh Tierra del Sol! Suspiro por verte
ahora que lejos yo vivo sin luz, sin amor;
y al verme tan solo y triste cual hoja al viento,
quisiera llorar, quisiera morir de sentimiento.